# Sint-Bartholomeuskerk (Dornum)
De Sint-Bartholomeuskerk (Duits: St.-Bartholomäus-Kirche) is een protestants kerkgebouw in de Duitse plaats Dornum (Oost-Friesland). Het kerkgebouw werd tegen het einde van de 13e eeuw op een terp gebouwd.

## Bouwgeschiedenis

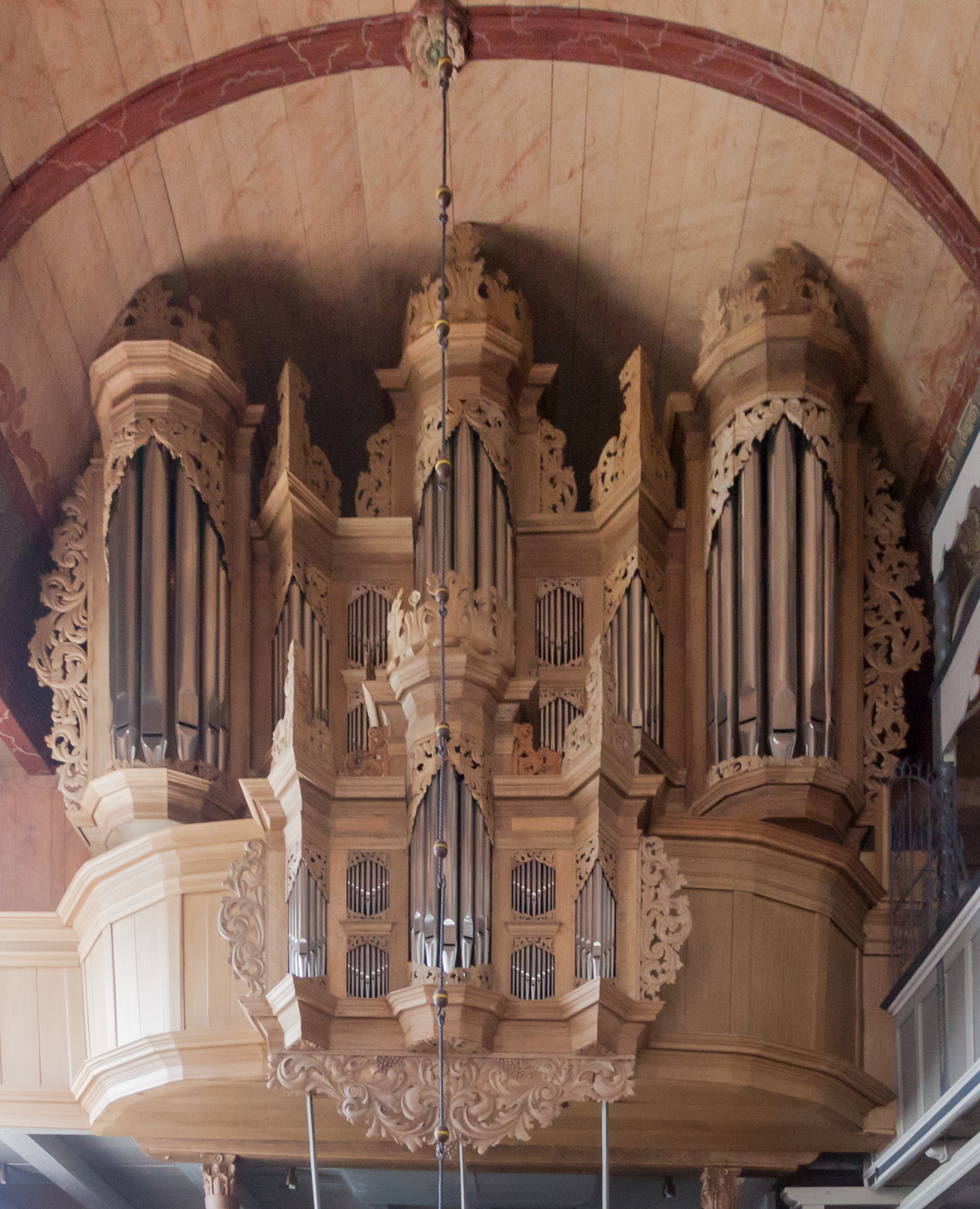
Orgel

De bakstenen kerk werd tussen 1270 en 1290 als een rechthoekige zaalkerk op een acht meter hoge warft gebouwd. Aan de oostelijke muur en deels ook aan de zuidelijke muur zijn de granieten fundamenten zichtbaar. De oostelijke kant van de kerk heeft een rijke vormgeving: van de vijf blindnissen die boven eindigen in een driepas zijn de buitenste twee versierd met bakstenen sierpatronen. De middelste drie nissen bevatten eveneens geprofileerde smalle ramen. Daarboven bevinden zich in de gevel vijf spitsbogige blindnissen.
Twee van de drie zuidelijke ramen werden rond 1500 vergroot en van spitsbogen voorzien, terwijl in de noordelijke muur de romaanse rondboogramen bewaard bleven. Aan de oostelijke binnenmuur omsluit een grote ronde boog de drie ramen, die, alhoewel hiervoor geen aanwijzingen in het muurwerk zijn te bespeuren, een oorspronkelijke apsis doet vermoeden. Het interieur kende vroeger stenen gewelven, die echter in 1750 werden uitgebroken. Tegelijkertijd werd toen eveneens het kerkschip met 3,50 meter verkort. Aan deze gewelven herinneren de schildbogen. Het zuidelijke portaal werd dichtgemetseld, zodat men tegenwoordig het bedehuis alleen nog door het smalle noordelijke portaal binnentreedt.
In de grafkelder onder de kerk werden vroeger de Dornumer hoofdelingen begraven.
De vrijstaande klokkentoren werd in de 13e eeuw in de noordoostlijke hoek gebouwd. De drie klokken in de toren dateren uit de tijd dat de toren gebouwd werd.

## Interieur
Het interieur kent sinds het wegbreken van de gewelven een houten tongewelf. Het rijke kerkmeubilair werd voor een belangrijk deel geschonken door Haro Joachim van Closter, vrijheer van Dornum en Petkum en eigenaar van het waterslot Norderburg. Hieronder bevindt zich het tot het gewelf reikende barokke altaarstuk, dat in 1683 door Hinrich Cröpelin werd gebouwd. De schilderijen van het altaarstuk worden omlijst met engelen, kleine beeldjes en rankenwerk. Boven de predella met een Avondmaalsscène wordt op het grote schilderij de Kruisiging uitgebeeld. Daarboven bevindt zich een voorstelling van de Opstanding en boven in een medaillon de Hemelvaart. Het altaarstuk wordt bekroond met het familiewapen van de familie Van Closter. Ook de herenbank voor de familie Van Closter en de zeer rijk bewerkte kansel zijn afkomstig uit de werkplaats van Hinrich Cröpelin. Uit de bouwtijd van de kerk stamt het doopvont van Baumerberger zandsteen. Het doopvont is versierd met een wijnranken fries en zes rondboogarcaden.
Tot de talrijke grafzerken zijn met name die van Haro van Closter († 1568) en Gerard II van Closter († 1594) vermeldenswaardig.
Daarnaast wordt het interieur van de kerk beheerst door in grijze en blauwe tinten geschilderde en met houtsnijwerk en gedraaide zuiltjes versierde galerijen.
Haro Joachim van Closter liet in 1711 ook een orgel door Gerhard von Holy bouwen. Het instrument bezit 32 registers verdeeld over drie manualen en pedaal en behoort tot de grootste dorpsorgels van Noord-Duitsland. In 1995 werd het kerkorgel tot nationaal monument van Europees belang uitgeroepen.

## Afbeeldingen

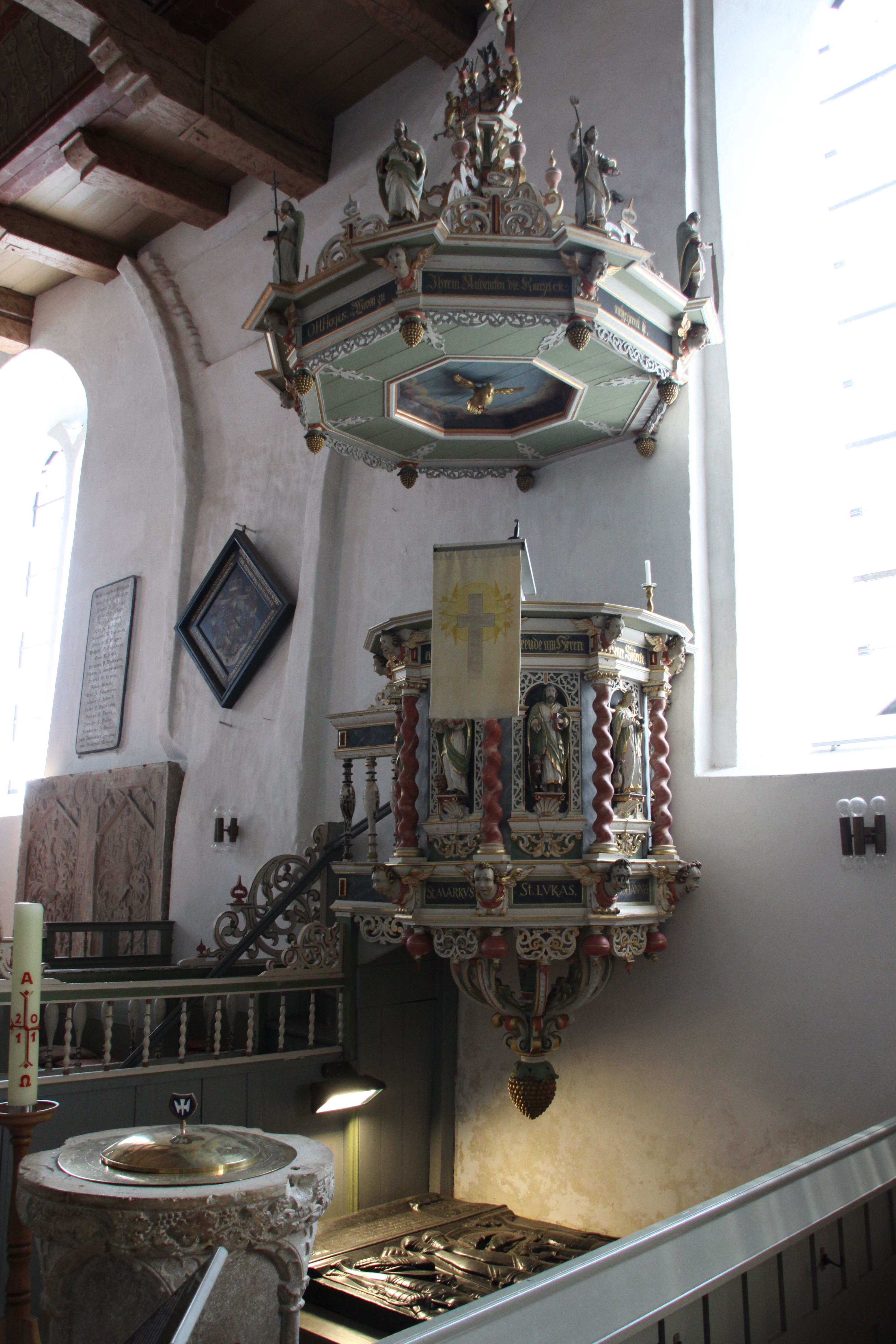
Preekstoel
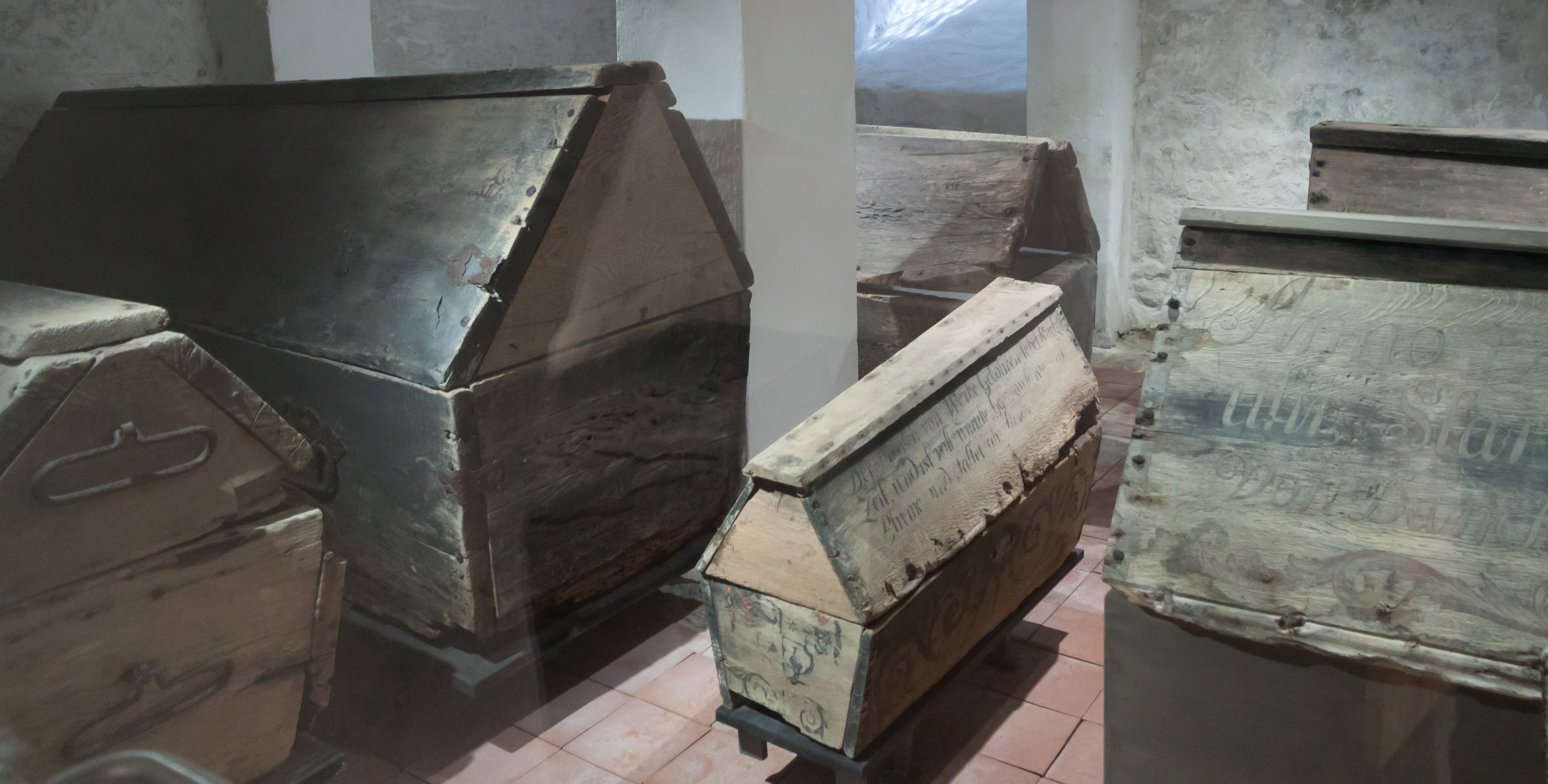
Grafkelder
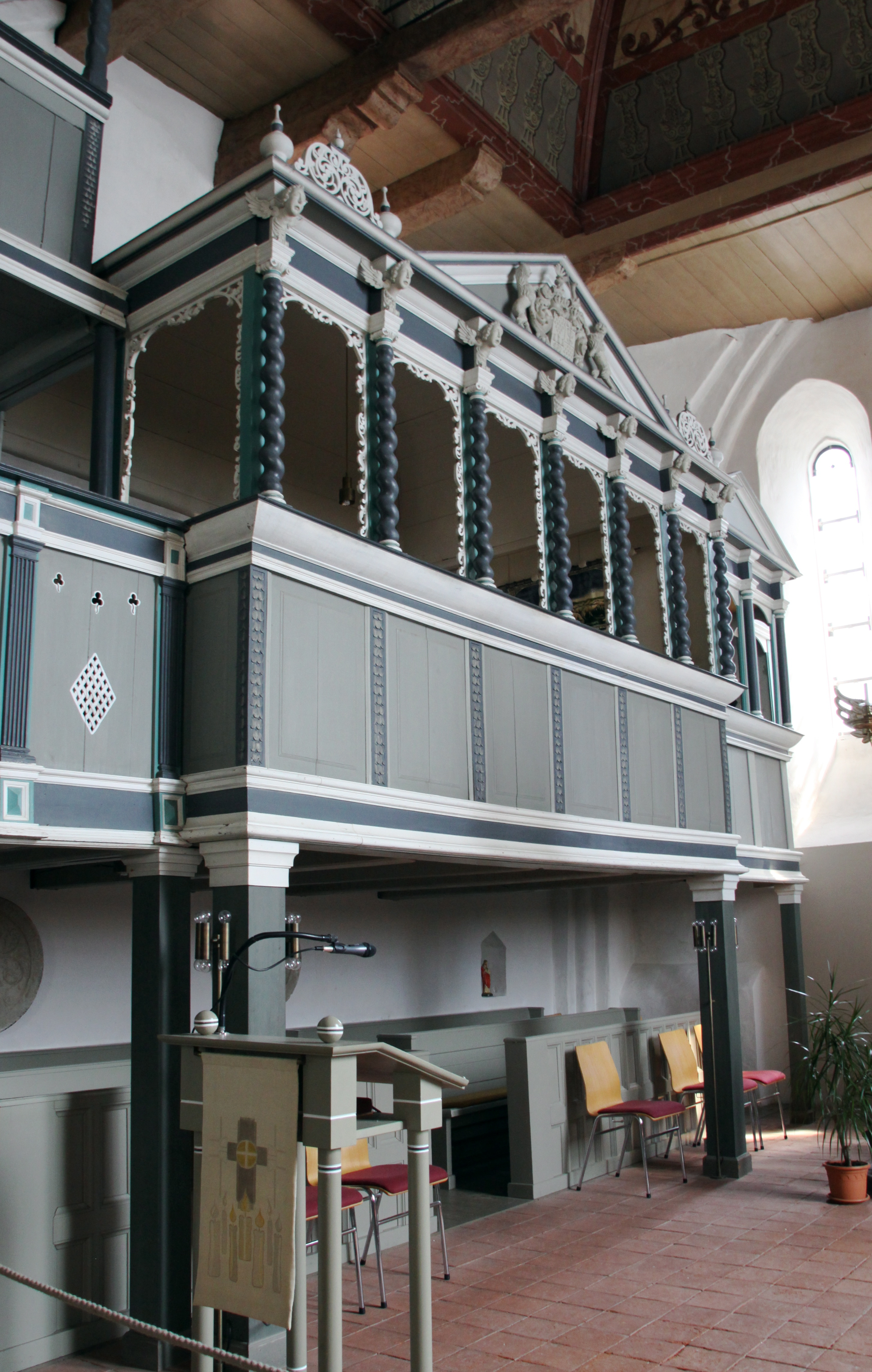
Herenbank
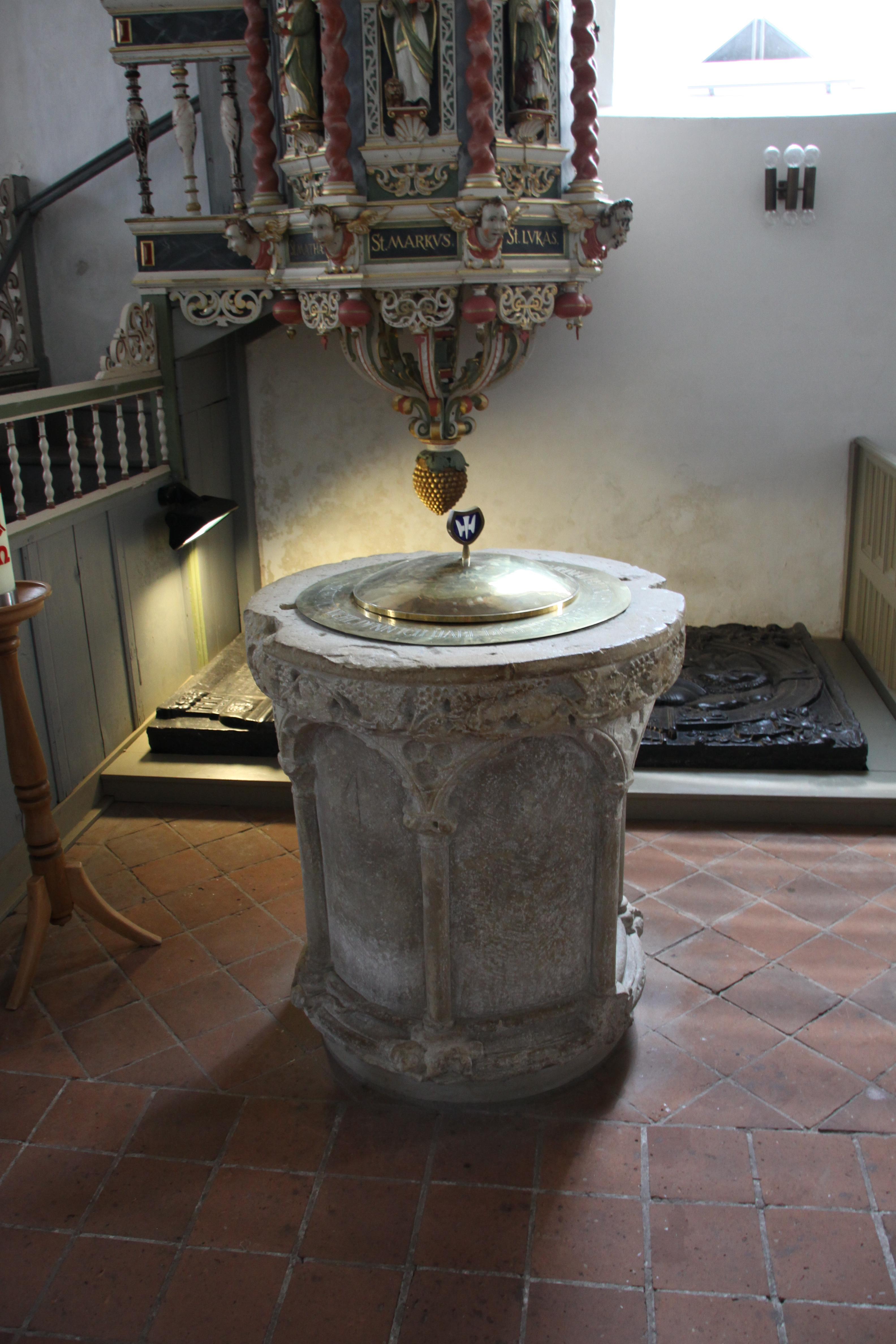
Doopvont